# Artîșciv, Horodok
Artîșciv (în ucraineană Артищів) este un sat în comuna Kernîțea din raionul Horodok, regiunea Liov, Ucraina.

## Demografie
Componența lingvistică a localității Artîșciv
     Ucraineană (100%)
Conform recensământului din 2001, toată populația localității Artîșciv era vorbitoare de ucraineană (100%).